# Нелиберальная демократия
Нелибера́льная демокра́тия — политическая система, имеющая некоторые формальные признаки демократии, например выборы, но исключающая реальные механизмы и институты народовластия, такие как свобода слова, свобода собраний, независимый суд, разделение законодательной и исполнительной ветвей власти и др. В таких системах граждане не имеют реальных политических и гражданских прав и свобод. Общество в таких странах не является открытым. Зачастую конституции в странах с фиктивной демократией включают демократические права и свободы граждан, но правящие режимы безнаказанно игнорируют и нарушают эти права, поскольку правовые механизмы и институты защиты гражданских прав отсутствуют.

## Теория
Термин нелиберальная демократия ввёл в научный обиход американский политолог Фарид Закария в своей статье, опубликованной в 1997 году в журнале Foreign Affairs.
По мнению Закарии, демократия без развитых общественных институтов и механизмов защиты конституции приводит к образованию авторитарных режимов, исчезновению гражданских прав и свобод, внутренним конфликтам и войнам. Закария подчеркивает, что выборы сами по себе не гарантируют народовластия.
Существует мнение, что авторитарные режимы имитируют демократию путем проведения выборов с целью укрепления собственной власти.
«Выборы без выбора», не угрожая власти автократов, позволяют последним претендовать на легитимность собственной власти как внутри страны, так и за рубежом. Кроме того, приспешники автократов, будучи «избраны» на выборные должности, например в парламент, получают личную неприкосновенность, защищающую их от ответственности и уголовного преследования.

## Примеры
В 2014 году Виктор Орбан после переизбрания на пост премьер-министра Венгрии заявил, что видит будущее Венгрии в качестве «нелиберального государства». В его интерпретации «нелиберальное государство» не отвергает ценности либеральной демократии, но не принимает их в качестве центрального элемента государственной организации[значимость факта?]. Орбан назвал Сингапур, Россию, Турцию и Китай в качестве примеров «успешных наций», ни одна из которых не является либеральной демократией.
Также примерами нелиберальной демократии являются Грузия под «Грузинской мечтой», Сербия под «Сербской прогрессивной партией» и Польша под властью партии «Право и справедливость» (2015—2023).